# أم كلثوم سلطان
أم كلثوم سلطان (بالتركية الحديثة: Ümmügülsüm Sultan) ـ (7 فبراير 1708 ـ نوفمبر 1732) أميرة عثمانية، وهي ابنة السلطان أحمد الثالث من زوجته أمينة مهر شاه قادين أفندي، وهي واحدة من 52 ابنًا وابنة للسلطان أحمد الثالث (كانت من بينهم 30 من الإناث).

## خطبتها لعبد الرحمن باشا
في سنة 1709، خُطبت أم كلثوم ـ وعمرها عامان ـ للوزير عبد الرحمن باشا، الذي كان يكبرها بعدة عقود من العمر. وقد كلفت هذه الخطبة الوزير هدايا باهظة ساقها (قُدرت قيمتها بأكثر من عشرة آلاف ليرة) إلى قصر طوب قابي لخطيبته الطفلة ولأبيها السلطان وكذلك لنساء وأميرات البلاط السلطاني. غير أن الباشا لم يلبث أن توفي قبل أن يتم الزواج.

## زواجها من علي باشا
تزوجت أم كلثوم سلطان من الصدر الأعظم علي باشا، الذي ساق لها أيضًا قدرًا كبيرًا من الهدايا الثمينة. عُقد الزواج وهي في السادسة عشرة من عمرها، ونُقل جهازها من قصر طوب قابي إلى قصر زوجها في 28 فبراير 1724، ثم انتقلت الأميرة إلى قصر زوجها يوم الخميس 2 مارس من العام ذاته، في موكب ضم السلطان والصدر الأعظم وحريم السلطان وبعض علماء الدين، في زفاف لم يضاهه إلا زفاف أختها فاطمة.
ورغم البذخ الذي اتسم به زواج أم كلثوم سلطان، إلا أن الزوجين لم يلبثا أن أصيبا بضائقة مالية دفعت أم كلثوم سلطان إلى التوسل إلى والدها السلطان ليساعدهما ماديًا، وليس معروفًا على وجه التحديد كيف استجاب السلطان لهذا التوسل في حقبة كانت الخزينة السلطانية تمر فيها هي الأخرى بضائقة.
أنجبت أم كلثوم من علي باشا ولدين، هما مصطفى بك ومحمد بك، وتوفيت في الرابعة والعشرين من عمرها (نوفمبر 1732)، ودفنت في يني جامع بالآستانة.